# Pallenopsis tongaensis
Pallenopsis tongaensis är en havsspindelart som beskrevs av Clark, W.C. 1973. Pallenopsis tongaensis ingår i släktet Pallenopsis och familjen Phoxichilidiidae. Inga underarter finns listade i Catalogue of Life.